# リウマチ学

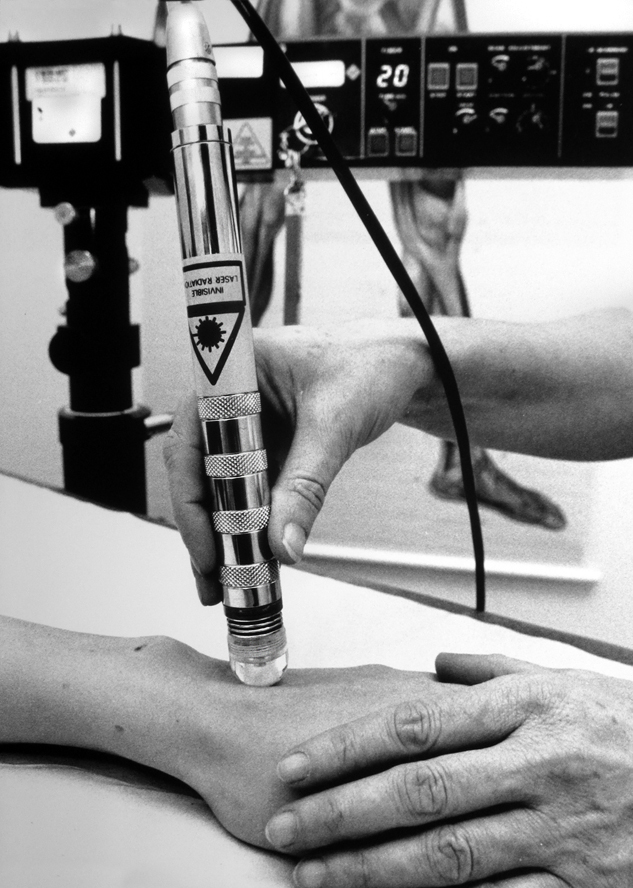

リウマチ学（リウマチがく、英語: rheumatology）は、関節痛などを主な症状とする膠原病・リウマチ関連疾患を主に研究診療する、内科学から発展していった医学の一分野である。整形外科学と連携して治療にあたる。

## 概要
1940年に「リウマチ専門医」(rheumatologist) という言葉がBernard Comroeによって考案され、「リウマチ学」(rheumatology) という言葉は1949年にJoseph L. Hollanderの教科書で初めて用いられた。
リウマチ学は全身性エリテマトーデス (SLE)、関節リウマチ (RA)などのいわゆる膠原病を中心に扱う学問分野である。「リウマチ学」と同義の言葉として「膠原病学」というものが存在し、両者ともに現在でも用いられる語である。日本では後者の方が好んで使われる傾向にあり、逆に欧米には「膠原病学」に相当する言葉はない。そのため、日本ではいわゆる膠原病を扱う病院の診療科として「リウマチ科」「膠原病内科」などの名称が混在しているが、扱う分野に大差はない。
リウマチ学は多彩な全身症状をあるひとつの観点から系統立てて説明する学問分野である。そのため膠原病の理解には内科学に関する広範な知識が要求される。20世紀初頭の内科医ウイリアム・オスラーは「SLEは内科学の真髄である」と語っている。

## 語源
「リウマチ」とは古代ギリシャにおいて「ロイマ」（rheuma、流れの意）という言葉から発生したもので、このころの人々は脳から体液が下のほうに流れ、鬱滞すると腫脹や発赤をきたすと考えられていた。体の中の悪い液体が疾患を引き起こしているという考えに基づいたものであり、当時の人々が非常に高度で複雑な概念を直感的に理解していたものといえる。「ロイマ」という言葉は遅くとも西暦100年ころには使用されていたという。また同じころインドでは、すでに関節リウマチの臨床所見を正確に記載した文献が出ている。

## 原因
リウマチの原因は長らく不明だったが、1998年、米国と日本で「破骨細胞分化因子」(RANKL) がそれぞれ別個に発見された。これを通じて、免疫系の異常が余分な破骨細胞を生んでいることがわかった。この破骨細胞が悪さをして、リウマチの症状をもたらす。
骨の代謝と免疫系は、これまでは無関係だと思われてきたが、これ以降では骨の代謝と免疫学の関係が重視されることになった。両者は、多くの因子を共有して、両者はともに細胞群が骨髄でつくられる。この分野の研究は「骨免疫学」(osteoimmunology) と呼ばれるようになった。
研究が進むにつれて、インターフェロンや造血幹細胞も関係していることが判明した。この分野の近年の研究の発達はめざましい。研究は日本と米国が最先端を切っているが、日本では高柳広の業績が著名である。詳しい情報は高柳のサイトで公開されている。

## 歴史

### 古代
膠原病の証拠を残す最古のものが、アメリカ・テネシー川近くで発掘された紀元前4500年ころのインディアンの人骨に残されている。このインディアンは、関節リウマチにかかっていたと考えられている。
紀元前500年ころすでにヤナギの木の皮から得られる成分「サリチン」が発見され痛み止めとして使用されていたらしい。このサリチンはのちに19世紀後半に、化学者によりアセチルサリチル酸（アスピリン）に合成され、1世紀以上にわたって鎮痛薬の主役を務めることになる。
紀元前400年ころ、ヒポクラテスの文献には関節疾患の記載がある。紀元前50年ころに活躍したユリウス・カエサルは関節炎にかかっていたと考えられている。

### 中世
「リウマチ」という言葉はヨーロッパで古来より関節をおかす疾患を総称していて、現在ではリウマチ熱や関節リウマチといった疾患などの名前に残っている。
ルネッサンスを迎えると、Guillaume Baillou（1558年 - 1616年）は初めてリウマチが全身の筋・骨格の症候であると述べた。痛風は古来他の関節炎とわけて語られることはなかったが、トーマス・シデナム (Thomas Sydenham) がはじめて痛風とリウマチ熱とをわけて記載した。さらには慢性化するリウマチ熱があると述べており、これは現在の関節リウマチに相当すると考えられている。15世紀後半ころには、キナの皮から得られるキニーネがリウマチの治療に用いられ始め、現在の欧米でのヒドロキシクロロキンの使用につながる。また、16世紀からはヤナギの木の皮からえられるサリチル酸がリウマチの治療に用いられ始めた。

### 近代
関節リウマチをはじめて明確に記載したのは1800年のことで、サルペトリエール病院のAugustin-Jacob Landre-Beauvaisの論文においてである。リウマチ熱 (rheumatic fever) の用語を初めて用いたのはDavid Dundasで、1808年のことである。全身性エリテマトーデスによると思われる皮疹を最初に記載したのはFerdinand von Hebraである（1845年）。強皮症の名称は、1847年Elie Gintracによって初めて用いられた。同じ1847年にはAlfred B. Garrodが痛風患者から尿酸を検出する方法を確立した。また、関節リウマチ (Rheumatoid arthritis) という言葉を最初に用いたのもGarrodで、1858年のことである。1862年にはMaurice Raynaudがレイノー現象を報告している。1866年にアドルフ・クスマウル (Adolf Kussmaul) とRudolf Maierは剖検例をおかしていた新たな疾患に対して結節性動脈周囲炎なる疾患名を冠した。1886年にはErnst L. Wagnerが多発性筋炎の用語をはじめて使用した。皮膚筋炎は、1891年にHeinrich Unverrichtが記載している。全身性エリテマトーデスの内臓病変を最初に記載したのはウイリアム・オスラーで、このときは "exudative erythema" という名称がもちいられていた。
また1899年にドイツの製薬会社バイエルからアスピリンが発売され、薬物治療が始まった。
進行性全身性強皮症 (PSS) という言葉を最初に使用したのは1945年のRH Goetzであるが、現在では進行性という言葉は適切でないとされ用いられない。全身性硬化症 (systemic sclerosis; SSc) と呼ばれることが多い。Jacob ChrurgとLotte Straussが好酸球性多発血管炎性肉芽腫症（旧名:Churg-Strauss症候群）を報告したのは1951年のことである。1964年、Richard H. WinterbauerがCRST（後のCREST）症候群を記載した。

### 膠原病という概念の誕生
近代に入って、全身性エリテマトーデスといった古典的なリウマチ疾患を初めとしたさまざまな疾患の病態が解明されていき「リウマチ＝関節をおかす疾患」といった概念でまとめるのが難しくなり、臨床像による概念から病態による「全身の臓器をおかす疾患」という概念に発展していっていった。
そこで、現在では病理学的にこれらの疾患がコラーゲン（膠原）のある部位が侵されていたということに由来して、「膠原病：collagen diseases」という疾患概念が誕生し、またコラーゲンのある部位とは専門的には結合組織と言われることから「結合組織病」(connective tissue diseases, CTD) ともいわれる。日本でも現在は一般的に「膠原病」という呼び名が定着している。

### 自己免疫性疾患
また最近では、病態としてこれら疾患の発症には免疫が関与していることが判明しており「自己免疫性疾患」(autoimmune disorders) という概念が確立され、膠原病だけでなくクローン病や潰瘍性大腸炎などといった幅広い疾患を含んだ概念が確立してきた。

## 臨床像
膠原病は、全身疾患であるといわれる。すなわち、心臓病は心臓に、腎臓病は腎臓にしか病気が起こらないのに対して、膠原病は体中のありとあらゆる臓器に病変をおこしうる。ただ、その中でも病変がおこりやすい臓器とおこりにくい臓器があり、特に皮膚病変と肺病変は多いのだがその理由は定かではない。また、複数の膠原病が合併する場合もあり、時にオーバーラップ症候群と呼ばれる。
膠原病はその免疫異常を来たす原因がわかっていない。しかし、分子標的治療が進展しつつある現在、その経過・予後は劇的に変化しつつある。
- かつての主たる治療法はステロイド療法または免疫抑制療法であった。これらは膠原病を治癒させることはほとんどないが、病勢を抑えることはすでに実証として示されている。（例：RAにおけるMTX）
- モノクローナル抗体に代表される分子標的薬剤により寛解導入もみられるようになりつつある。

## 発症
リウマチの発症は男性より女性の発症が圧倒的に多い（男性の4倍）。このため「老年女性の病気」と思われがちであるが、年齢層としては、20代後半～50代の壮年期の女性に好発する。また小児リウマチという10歳から16歳ごろが発症するものもある。

## 治療
そのほとんど全ては発症原因がわかっていない。唯一の例外がリウマチ熱であったが、現代ではまれな疾患になっている。したがって治療方針は対症療法になる。
リウマチ科の扱う疾患は免疫が大きな役目を果たしており、免疫の力を弱める薬が治療において有用である。そのため、ステロイドや、癌の治療にも使われる免疫抑制剤（シクロフォスファミド、メトトレキサート、タクロリムス、サイクロスポリン）などが免疫力を弱める薬としてリウマチ科でも利用されている。
20世紀末ごろから、分子レベルまで解明された病態生理学を利用して、分子レベルで疾患をおさえにかかる薬も現れている。現在は遺伝子組換え技術を用いて創製されたリコンビナント蛋白・モノクローナル抗体により、特定のサイトカインネットワークを遮断する試みがうまくいき、次々と新薬が投入されている。特に目覚しいのが関節リウマチであり、インフリキシマブ 、エタネルセプト、トシリズマブ、アダリムマブ、ゴリムマブなど次々と効果の大きい新薬が使用開始されている。インフリキシマブは、難治性の多くの関節リウマチ患者に劇的な治療効果を示すのみならず、強直性脊椎炎、眼ベーチェット病、クローン病などその他の疾患にもその治療応用を広げている。また乾癬は滑膜のかわりに角質が増殖する疾患と判明しアダリムマブは海外同様に日本でも保険適応となっている。

## 代表疾患
- 古典的五大膠原病
  - 関節リウマチ Rheumatoid Arthritis
  - 全身性エリテマトーデス Systemic Lupus erythematosus, SLE
  - 皮膚筋炎/多発筋炎 Dermatomyositis/Polymyositis
  - 全身性強皮症 Systemic scleroderma
  - シェーグレン症候群 Sjögren's syndrome
- 血清反応陰性関節炎（HLA-B27関連関節炎）
- ベーチェット病 Behçet's disease
- 血管炎症候群
- 抗リン脂質抗体症候群
- 再発性多発軟骨炎
- サルコイドーシス
- アミロイドーシス
- 若年性特発性関節炎
- 成人スティル病
- リウマチ性多発筋痛症
- 線維筋痛症
- RS3PE

### 若年性特発性関節炎
若年性特発性関節炎（じゃくねんせいとくはつせいかんせつえん、JIA）は、16歳未満に発症する慢性関節炎。 以前は若年性関節リウマチ（じゃくねんせいかんせつりうまち、JRA）と呼ばれていたが、成人の関節リウマチとは大きく症状が異なる症例も多い。全身型JIA、多関節型、少関節型の3つの型に分類される。

#### 全身型若年性特発性関節炎
（全身型JIA、全身型JRA、スティル病）
- 症状
  - サーモンピンク紅斑：サーモンピンク色の紅斑
- 検査
  - 血清生化学検査
    - リウマトイド因子陰性

  - 鉄動態検査
    - 血清フェリチンが著明に高値となり、本症と成人型全身型若年性関節リウマチに特異的。

#### 多関節型若年性特発性関節炎
成人の関節リウマチに最も近い病型
- 検査
  - 血清生化学検査
    - リウマトイド因子陽性

#### 少関節型若年性特発性関節炎
（単関節型若年性特発性関節炎）
- 症状
  - 虹彩毛様体炎
- 検査
  - 血清生化学検査
    - リウマトイド因子陰性
    - 抗核抗体陽性

### 鑑別
ここでは
- 関節リウマチを「RA」、
- 全身型若年性関節リウマチを「Still病」、
- 多関節型若年性特発性関節炎「多関節JIA」、
- 単（少）関節型若年性特発性関節炎を「単関節JIA」、
- 成人型全身型若年性特発性関節炎を「成人型Still病」、
- 症状が比較的良く出る、または比較的検査陽性のことが多い、または比較的検査値増加を示すことが多い場合を +、
- 症状比較的あまり出ない、または比較的検査陰性のことが多い、または比較的検査値低下を示すことが多い場合を -

と表現した場合、鑑別は表.1のようになる。
|      |                    | RA | Still病 | 多関節JRA | 単関節JRA | 成人型Still病 |
| ---- | ------------------ | -- | ------- | --------- | --------- | ------------- |
| 症状 | サーモンピンク紅斑 | -  | +       | -         | -         | +             |
| 症状 | こわばり           | +  | -       | +         | -         | -             |
| 症状 | 虹彩毛様体炎       | -  | -       | -         | +         | -             |
| 検査 | リウマトイド因子   | +  | -       | +         | -         | -             |
| 検査 | 抗核抗体           | -  | -       | -         | +         | -             |
| 検査 | 白血球             | +  | +       | -         | -         | +             |

痛風 (Gout) については、リウマチ学の対象に含めるグループと、代謝学の範疇に含めるグループがある。